# Колінці
Колі́нці — село Тлумацької міської громади Івано-Франківського району Івано-Франківської області.

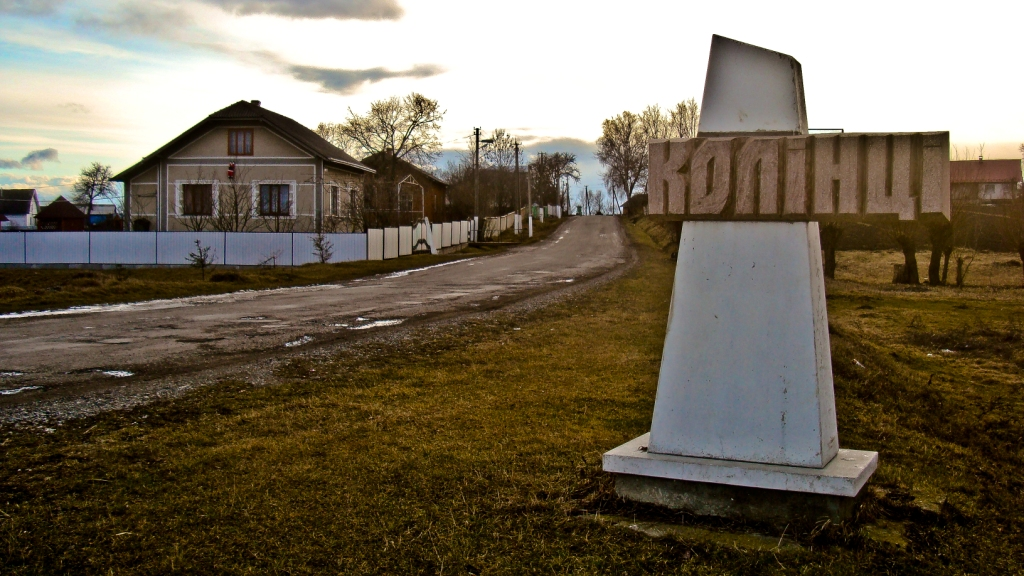
Колінці

## Історія села Колінці
Перша писемна згадка про село Колінці - 1380 р. Краєзнавець М.Миронюк віднайшов у Краківському архіві (Польща) документ, датований цим роком.  Заснував село великий галицький магнат Кола (також Коля, Кова) з Дельова (або Далєю(йо)ва). Його нащадки були власниками села у 14-16 ст. У 1521 р. дідич Миколай Кола отримав у короля Сігізмунда І Старого привілей на локацію міста на ґрунті власного села Колінці (пол. Kolince) в Галицькій землі та дозвіл на організацію 2-х щорічних ярмарків, щотижневих торгів.

### Походження назви села
Первинна назва Колінці походить від особової назви.  Заснував його великий галицький магнат Кола (також Коля, Кова) з Дельова (або Далєю(йо)ва).  
Прикметник: "колинецький", а не "колінцівський".

### Найдавніші поселення на території села
- Сліди давніх людей кам'яної доби культури пізнього палеоліту (40-14 тис. років до н.е.), виявлені археологом В.Василенком в урочищах "Гори" та "Пригорода".
- Мезоліт (IX-VIII тис.років до н.е.), характерний для урочищ "Над ставом" і "Став".
- Представники енеолітичної доби - трипільці (IV-III тис.до н.е.) - селилися в урочищі "Кіпці".
- В урочищі "Царинка" (лівий берег потічка Гуркало) проживали племена культури фракійського гольдштату періоду раннього заліза ( XI-VII ст. до н.е.).
- Виявлено сліди проживання на території села слов'янських племен.[2]

### Землі та населення
За часів польського й австрійського панування землями володіли Сапєги, Любомирські, Добровольські, Биковські, Рильські, Зьолецькі.
Загальна площа ріллі в селі у 1883 році снановила 1402 морги. Орної землі пан мав 628 моргів, а селяни - 381, лук та городів у пана - 190 моргів, у селян - 123. Пасовиськ відповідно 221 та 3. Лісів пан мав 357 моргів, а селяни - жодного.

У 1871 році в селі проживало 633 особи, у 1889-му - 1185, а в 1901-му - 1264.
У 1934-1939 рр. село входило до об’єднаної сільської ґміни Тлумач Тлумацького повіту.
У 1939 році в селі проживало 1 670 мешканців, з них 1 500 українців-грекокатоликів, 120 українців-римокатоликів, 40 поляків і 10 євреїв

### Колгосп
23.01.1941 року створено ініціативну групу з об'єднання селянських господарств.

І вже у березні 1941 року в селі почав діяти колгосп ім.Тимошенка.

1949р. - завершено колективізацію в селі.

1959р. - колгосп приєднали до Тлумача.

1961р. - створено колгосп ім.Дзержинського, який у 80-х роках знову приєднали до Тлумача.

1994р. - створено спілку "Колінці".

2000 р. - ліквідовано спілку.На даний час більшість земель села обробляються спільним українсько-німецьким ТоВ"Агро-Штерн"
12 червня 2020 року, відповідно до Розпорядження Кабінету Міністрів України  № 714-р «Про визначення адміністративних центрів та затвердження територій територіальних громад Івано-Франківської області», увійшло до складу Тлумацької міської громади.
17 липня 2020 року, в результаті адміністративно-територіальної реформи та ліквідації Тлумацького району, село увійшло до складу новоутвореного Івано-Франківського району.

### Школа
1850 р. - почала функціонувати у селі однокласна парафіяльна школа.

У 1911р. - її реорганізовано на двокласну. Директорував Лев Кликайло. Якийсь час діти навчалися у помешканні І.Яцюка.

Першим із місцевих жителів на вчителя вивчився Д.Марчук, а з жінок - Є.Вакун.

З 1937 по 1944 директором початкової школи був А.Кічкун.

У 1944-1946 роках школою завідував Марчук Д, а з 1946 по 1949 - фронтовик Шуліпа І.

В 1949-50 рр.управління школою взяв на себе український патріот Кохан Петро, якого енкаведисти розстріляли.

З 1951 по 1972 рік завідувачем початкової школи райвно призначило Костика Д.Ю.

В 1972 році завершено добудову чотирьох класних кімнат і школа стала восьмирічною. Директором був призначений Чігур І.В.

У 1990 році завершено будівництво нової школи.

З 1945 по 2005 роки школу закінчив 1061 учень.

П'ятеро випускників отримали золоті, а троє - срібні медалі. Вищу освіту здобули 139 колишніх учнів, з них педагогічну - 54, фінансову, економічну, бухгалтерську - 35, інженерну - 25, лікарську і фармацевтичну - 8, юридичну - 4, агрономічну та ветлікаря - 6, музичну - 1. Маємо трьох журналістів і трьох художників. Офіцерами стали шестеро осіб, священиками - двоє.

### Наука
Коргуник А.А.(1965 р.н.) захистив кандидатську дисертацію з питань церковної юриспруденції,у 2002 році - докторську. Доктор східного канонічного права.

Фицик І.Д.(1964 р.н.). Кандидат філософських наук з 1996 року.

Самборський П.О. (1945 р.н.) - заслужений раціоналізатор УРСР (1988р.).

### Спорт
Самборський В.Д. (1955 р.н.) - майстер спорту з важкої атлетики.

Самборський І.Д. ( 1961 р.н.) - майстер спорту з важкої атлетики.

Фицик І.Д. (1964 р.н.) - майстер спорту з хокею на траві, воротар.

Морикіт І.М (1970 р.н.) - перший дорослий розряд з вільної боротьби.

### Культурно-освітні товариства
В 1901 р. в с.Колінці товариство "Просвіта" очолив Яцюк І.

В 1906 р. головою "Просвіти" обрали пароха В.Кисілевського.

27 аматорів входили до однойменного гуртка , яким у тридцятих роках керував Онуфрій Самборський, бібліотекою - Марко Водославський (1911-2005),

згодом - в'язень сталінських таборів (12 років).

1939р. Ліквідовано "Просвіту" більшовицькими властями.

У 90-х роках XX століття відновлено "Просвіту" , яку очолює М.І.Камінська.

Товариство "Січ" очолив Яцюк А., а потім - "Луг".

В 30-х роках XX століття діяло товариство "Каменярі".

1929 р. - в селі діяли кооперативи "Ощадність", "Молочарня".

В 90-х роках аматори села на чолі з І.Базівим виступали в Києві в Палаці "Україна".Вони - учасники обласних та районних конкурсів.

### Церква
З 1766 року церква в с.Колінці має статус братської.

У 1812 році церква села злучена з церквою Успенія Діви Марії (Гринівці).

У 1871 році парохом був Бородайкевич Емилян (1840 року народження).

У 1900 році побудовано в селі церкву на місці старого цвинтаря. Будували гуцули з Яворова,

а розмальовували художники з Тисмениці. У церкві були роботи художника Монастирського (молодшого)

У 1901 році парохом став В. Кисілевський (1856 р.н.)

У 1925 році парохом призначено З. Кисілевського (1893 року народження).

У 1959 радянська влада закрила церкву і готувала її під музей атеїзму.

У 1989 році богослужіння відновлено. Під час легалізації УГКЦ частина селян відійшла до неї, а частина - до УАПЦ.

Священиками були Володимир Війтишин та Василь Стадник.

1992р. Приміщення церкви передано УГКЦ.

У 2000 році церква згоріла.
 
У 2003 році громада УАПЦ освятила новозбудовану церкву.настоятель прот. Василь Моздір (с. Чорнолізці) 

У 2005 році завершено будівництво нової греко-католицької церкви. настоятель о. Микола Притула (с. Хотимир)

### Мартиролог полеглих за волю України
У лавах УСС та УГА полягло 6 відчайдухів.

У катівнях НК, ГПУ, НКВД пересталися битися серця сімох наших односельців.

В концтаборах і тюрмах нацистів загинуло семеро патріотів, прилюдно забили двох.

У лавах УПА поліг 21 борець.

В радянських тюрмах 1944 - 1953рр. закатовано 11 осіб, а четверо безневинно забиті енкаведистами.

В депортації загинув один односельчанин.

Всього на совісті совітів - 61 житель із с.Колінці.

### Воєнні лихоліття
2 липня 1941 року село окупували нацисти.

6 липня 1941 року освячено символічну могилу борцям за волю України.

Із села нацисти вивезли 76 осіб: 24 жінки і 52 чоловіків.

На війну з нацистами мобілізовано 85 односельчан. Не повернулися з війни 55 осіб.

Сьогодні в селі живуть 2 ветерани другої світової.

26 липня 1944 року німці покинули село, у яке вступили радянські війська.

З 1944 по 1991 роки в селі діяв радянський режим.

## Художники слова нашого села
- Лесів В.П. (1949 р.н.), член Національної спілки письменників України, автор книг "Дощ із сонячної хмари", "Столике сонце",

лауреат Стефаниківської премії, сценарист народознавчих кінофільмів, фотохудожник.

Заступник головного редактора обласного телебачення "Галичина".
- Штурнак З.В. (1958 р.н.). Видав книгу "Довга дорога додому". Публіцист, член Національної спілки журналістів,

головний редактор редакційно-видавничого комплексу "Злагода".
- Яців Г.І.(1943 р.н)- поетеса, прозаїк, піснярка.Член Національної Спілки майстрів мистецтв України.У 2013році вийшла збірка поезій і прози "На празнику спогадів" за сприяння журналіста Івана Ясенчука.

## Пісня про рідні Колінці
Слова Ганни Яців 
На рідній землі України 

Моє мальовниче село 

Мов гілка, мов кетяг калини, 

Це часточка серця мого.
Приспів:

Колінці, Колінці рідні мої,

Серцю моєму завжди дорогі.

Де б мене доля в житті не вела,

Я повертаю до свого села.
Воно у садах потопає

Під небом святим голубим.

Дивись, он журавлик літає

Над рідним гніздечком своїм.
Хоч осінню він відлітає

У теплі далекі краї,

Весною до нас прилітає

У Колінці рідні мої.

Приспів.
Як тільки впадуть в трави роси

В саду чути спів солов'я .

Верба розплете свої коси

І чеше їх місяць й зоря.
А сонечко тільки всміхнеться 

Зозуля в садочку ку-ку.

Жасмин під вікном ворухнеться

І мальву розбудить струнку.

Приспів.
Здається, немає у світі 

Села, щоб зрівнялось з моїм,

Жоржини у нас жовті квіти

З барвінком сплелись голубим.
Дай, Боже, щоб добре жилося,

Щоб діти щасливі росли,

Щоб в полі буяло колосся,

Щоб в Колінцях квіти цвіли.